# Сахнюк, Иван Иванович
Сахню́к Ива́н Ива́нович (род. 9 мая 1927) — украинский советский деятель, 1-й секретарь Харьковского областного комитета КПУ. Депутат Верховного Совета УССР 9-го созыва. Депутат Верховного Совета СССР 10-11-го созывов. Член ЦК КПУ в 1976 — 1981 г. Член ЦК КПСС в 1976 — 1986 г.

## Биография
В 1944 — 1952 г. — служба в Советской армии.
В 1952 — 1955 г. — механик транспортной конторы, лаборант Харьковского автодорожного института. В 1955 — 1956 г. — конструктор Харьковского завода малых агрегатных станков.
В 1956 — 1962 г. — инженер-конструктор, старший, ведущий инженер-конструктор Специального конструкторского бюро по двигателям Харьковского моторостроительного завода «Серп и Молот».
Образование высшее. В 1958 году окончил вечернее отделение Харьковского автодорожного института.
Член КПСС с 1960 года.
С 1962 г. — заместитель секретаря, в 1963 — 1971 г. — секретарь партийного комитета КПУ Харьковского моторостроительного завода «Серп и Молот».
В 1971 — 1972 г. — 1-й секретарь Московского районного комитета КПУ города Харькова.
В 1972 — 1974 г. — 2-й секретарь Харьковского городского комитета КПУ.
В 1974 — феврале 1976 г. — 1-й секретарь Харьковского городского комитета КПУ.
В феврале 1976 — июне 1980 г. — 1-й секретарь Харьковского областного комитета КПУ.
В мае 1980 — 1985 г. — заведующий отделом сельскохозяйственного машиностроения ЦК КПСС.
Потом — на пенсии в городе Москве.

## Награды
- ордена
- медали
- лауреат Государственной премии Украинской ССР в области науки и техники (1969)